# Jurriaen Aernoutsz

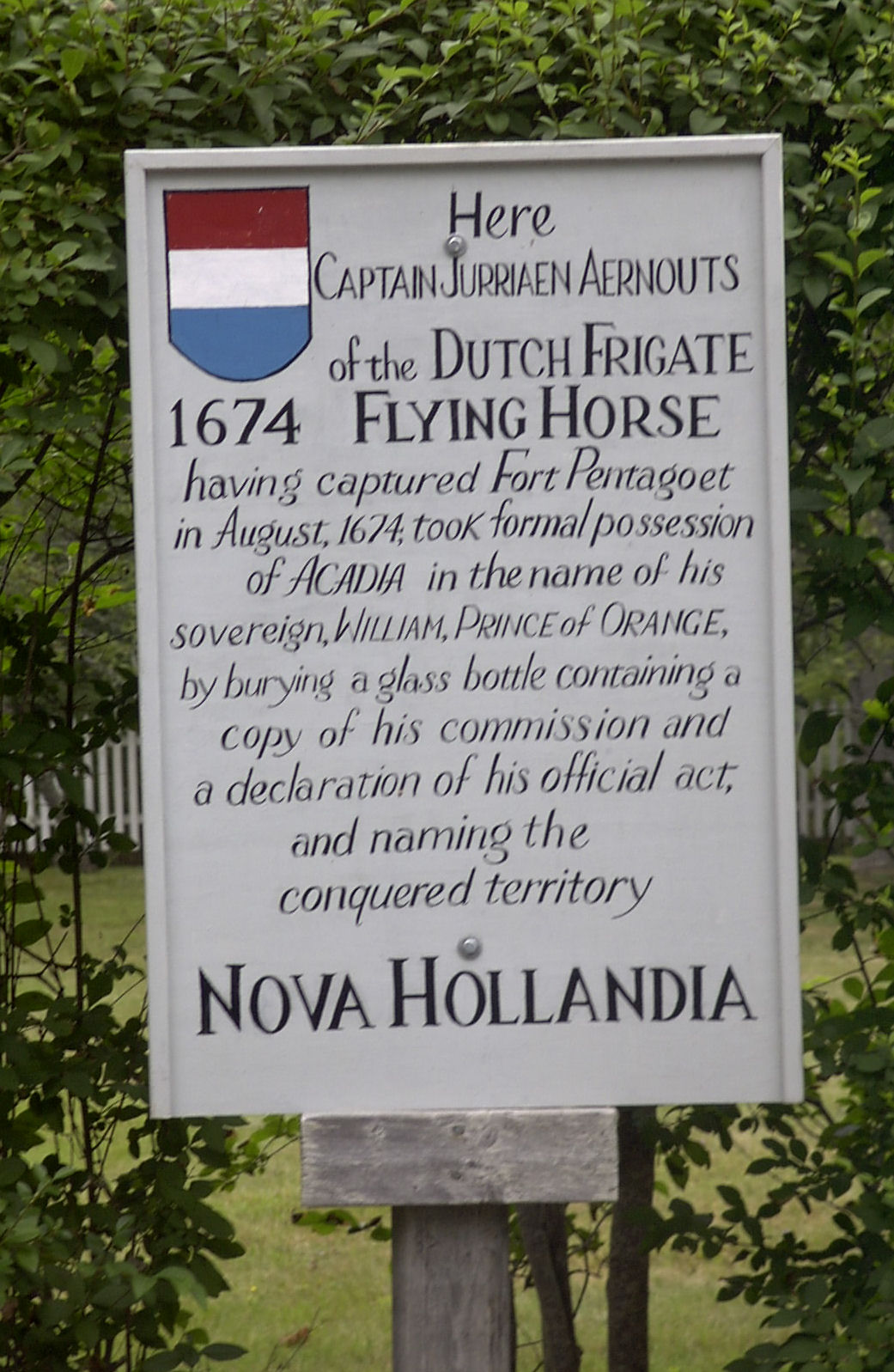
Plaque à Castine, au Maine, commémorant l'attaque de Jurriaen Aernoutsz.

Jurriaen Aernoutsz (fl. 1672-1674) est un officier de la marine néerlandaise, connu pour sa conquête de l'Acadie en 1674.

## Biographie
Jurriaen Aernoutsz commande la frégate Cheval Volant durant la Troisième guerre anglo-néerlandaise. Après la reconquête de La Nouvelle-Amsterdam (New York) par les Néerlandais, le gouverneur de Curaçao envoie Aernoutsz et le Cheval Volant attaquer les Français et les Anglais dans l'Atlantique nord. La signature du Traité de Westminster en 1674 l'empêche toutefois de s'en prendre aux Anglais. Après sa rencontre avec John Rhoades, il décide de lancer une attaque contre l'Acadie. Le 10 août 1674, Aernoutsz et ses 50 hommes à bord du Cheval Volant assiègent le fort Pentagouët, ou est retranché le gouverneur Jacques de Chambly. Le fort est pris en deux heures et Jacques Chambly, blessé, est emprisonné. Aernoutsz détruit le fort Pentagouët et pille ensuite les différents établissements au bord de la baie Française (baie de Fundy). Il capture aussi Pierre de Joybert de Soulanges et de Marson, lieutenant de Jacques de Chambly et commandant du fort Jemseg. Il renomme la colonie Nouvelle-Hollande et repart après y avoir passé un seul mois. Il vend son butin à Boston, où il laisse quelques-uns de ses hommes, dont John Rhoades. En octobre, il retourne à Curaçao.

## Héritage
Les hommes que Jurriaen Aernoutsz laisse responsables de l'Acadie capturent des bateaux britanniques venus faire du commerce avec les Amérindiens. Le Massachusetts réplique en capturant John Rhoades et ses hommes, qui sont jugés pour piraterie et libérés mais bannis de la colonie. La France reprend la possession de l'Acadie en 1678.